# Je t'oublierai, je t'oublierai
Singles de Isabelle Boulay
La vie devant toi
(1997) N'oubliez jamais
(1998)
Clip vidéo
Pistes de États d'amour
Le Banc des délaissés
(2)
Je t'oublierai, je t'oublierai est une chanson québécoise écrite par Luc Plamondon, composée par Richard Cocciante  et interprétée par Isabelle Boulay, parue pour la première fois dans l'album États d'amour en 1998. Elle a connu un important succès dans les palmarès de chansons de langue française au Québec (pendant 45 semaines) ainsi qu'en France. Il s'agit de la première chanson de cet album certifié platine. C'est aussi le premier succès important d'Isabelle Boulay dans les palmarès. La chanson a reçu une nomination pour chanson populaire de l'année au 20e gala des prix Félix. 

## Sources
- Présentation de Torpille.ca
- Fiche de Québec Info Musique
- Données de Disqu-o-Quebec.com